# Francisco Gomes da Silva
Francisco Gomes da Silva, surnommé Chalaça, est né à Lisbonne, au Portugal, le 22 septembre 1791 et décédé dans cette même ville le 30 décembre 1852. Proche de l'empereur Pierre Ier du Brésil, c'est un courtisan et un homme politique luso-brésilien.

## Dans la culture populaire
Francisco Gomes da Silva a été souvent représenté à l'écran au Brésil. Son personnage apparaît ainsi dans :
- Le film O Grito do Ipiranga (1917), où son personnage est interprété par Giorgio Lambertini ;
- Le film Independência ou Morte (1972), où son rôle est joué par Emiliano Queiroz ;
- La telenovela Marquesa de Santos (1984), où son personnage est interprété par Edwin Luisi ;
- Le film Carlota Joaquina, Princesa do Brazil (1995) ;
- La mini-série O Quinto dos Infernos (2002) où son rôle est joué par Humberto Martins.

Francisco Gomes da Silva apparaît par ailleurs dans plusieurs œuvres littéraires :
- La bande-dessinée Chalaça, o Amigo do Imperador, écrite par André Diniz et dessinée par Antonio Eder (2005) ;
- L'autobiographie fictive O Chalaça de José Roberto Torero (1998).

Le personnage de Francisco Gomes da Silva a aussi inspiré un opéra :
- O Chalaça, du compositeur brésilien Francisco Mignone (1971).